# Ipomoea saxorum
Ipomoea saxorum är en vindeväxtart som beskrevs av Standley och Steyerm. Ipomoea saxorum ingår i släktet praktvindor, och familjen vindeväxter. Inga underarter finns listade i Catalogue of Life.